# Valentia (provincia romana)
Valentia era il nome di una provincia romana costituita nella parte settentrionale della diocesi di Britannia, fondata da Flavio Teodosio nel 369, avente capitale probabilmente a Luguvalium (odierna Carlisle), e abbandonata dai Romani nel 410.

## Storia
Nel 368 Flavio Teodosio fu mandato in Britannia dall'imperatore Valentiniano I con nuove truppe e col compito di porre fine alla cosiddetta Grande cospirazione, cioè all'invasione della provincia da parte dei barbari (Pitti e Scoti). L'anno successivo sconfisse i barbari e ricostruì la devastata Britannia, dividendola in cinque province: Britannia Prima, Britannia Secunda, Flavia Caesariensis, Maxima Caesariensis e la nuova provincia il cui nome era molto probabilmente dedicato all'imperatore Valentiniano I: Valentia. Ammiano afferma che:
(Ammiano Marcellino, XXVIII,3.7.)
Il suo nome sembra riferirsi più propriamente all'Imperatore d'Oriente Valente ma Ammiano Marcellino e Polemio Silvio sembrano suggerire che fu nominata in siffatto modo in onore di Valentiniano. Alcuni ricercatori come S. H. Rosenbaum, che collocano la Valentia nella Britannia settentrionale, ritengono che il nome possa essere un gioco di parole con il latino vallum ("vallo"), come l'isola Munitia (gioco di parole con munitio) della Cosmografia di Etico Istro.

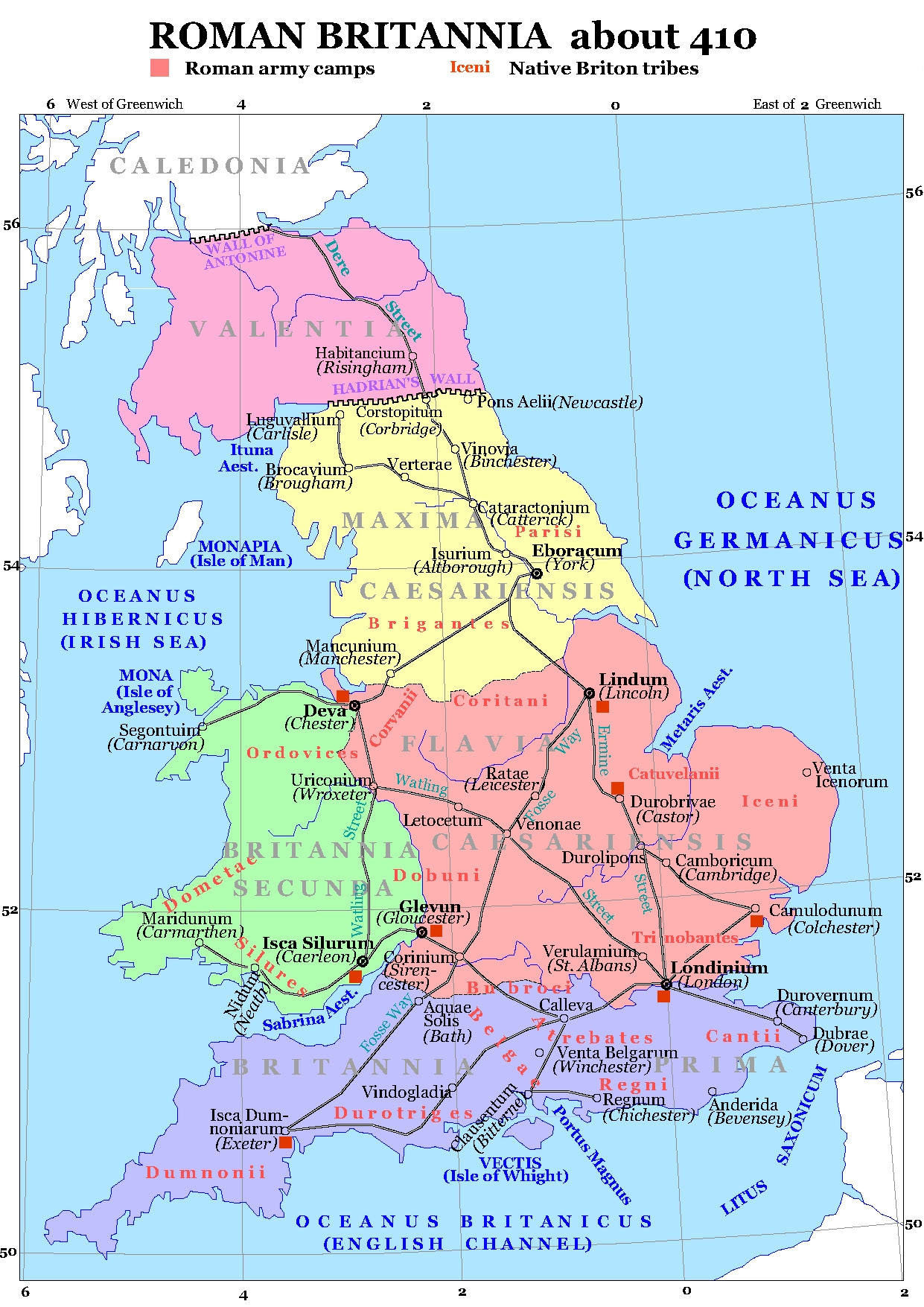
L'organizzazione delle province della Britannia tardo-romana secondo la teoria tradizionale (ora ritenuta inattendibile) di Camden, che colloca la provincia di Valentia tra il vallo di Adriano e quello di Antonino.

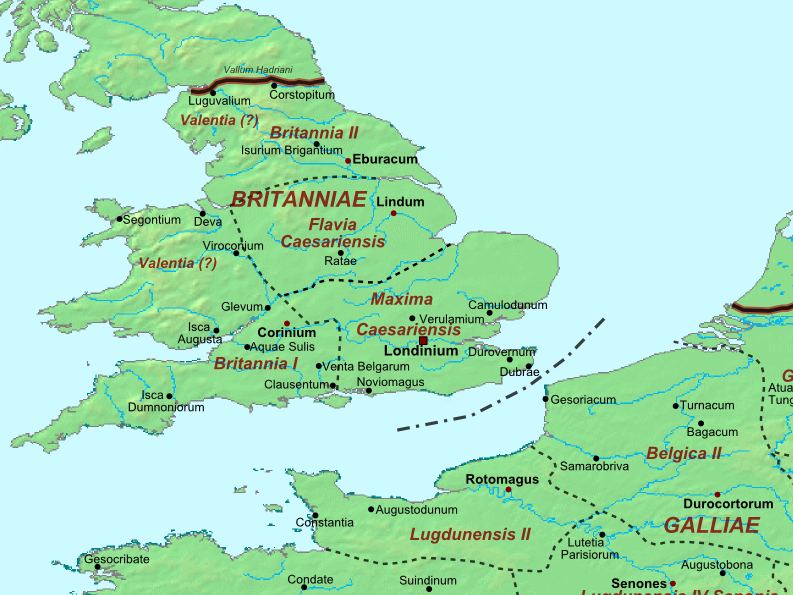
Un'altra possibile disposizione delle province tardo-romane, con la Valentia ipoteticamente collocata in Cumbria o nel Galles settentrionale.

Ammiano descrive la fondazione della Valentia come una mera ridenominazione di una provincia riconquistata, ma la Notitia Dignitatum nomina la Valentia come la quinta provincia della Britannia, distinguendola dalle quattro note dalle fonti anteriori. È possibile che una nuova provincia britannica fu conquistata o distaccata qualche tempo dopo la composizione del Laterculus Veronensis, e che fu questa provincia ad essere ribattezzata Valentia. Ammiano nota inoltre che la provincia fu ribattezzata "come se si celebrasse un trionfo minore" (velut ovans). Questa era una celebrazione minore tenuta per vittorie di modesta rilevanza, come la repressione di rivolte di schiavi, e che in genere non si teneva per celebrare la distruzione di un'orda barbarica. Una possibile spiegazione è il possibile coinvolgimento di soldati ammutinatosi o di governatori ribelli, in quanto trionfi completi non erano mai celebrati per vittorie su cittadini romani. Il trattamento indulgente di Teodosio nei confronti dei cospiratori compromessosi con il ribelle Valentino suggerisce che il malcontento era già diffuso.
Ammiano non afferma purtroppo dove si trovasse la provincia di Valentia, per cui la sua ubicazione è ancora incerta. La Notitia Dignitatum elenca due insiemi di truppe sotto il comando del Dux Britanniarum: una copriva la costa orientale dell'isola mentre l'altra era posta a guardia della costa nordoccidentale e del Vallo di Adriano. Gli studiosi che collocano la Valentia in Cumbria sostengono che l'area era stata pesantemente devastata durante la grande cospirazione, per cui costituiva un importante candidato per la riconquista di Teodosio e per il nuovo comando. Descrivendo le diocesi metropolitane della Chiesa britannica arcaica fondata da San Fagan e da "San Duvian", Giraldo del Galles collocò la Valentia in Scozia e collocò inverosimilmente la sede del vescovo (e dunque la capitale provinciale) a St Andrews. William Camden, basandosi su Ammiano, la considerò la porzione settentrionale riconquistata della Maxima Caesariensis, comprendente la città di Eboracum (York). Questa teoria fu generalmente accettata dopo la comparsa, intorno al 1740, del falso letterario di Charles Bertram De situ Britanniae (La descrizione della Britannia), che collocò la provincia tra i due valli e giunse addirittura a identificare l'area a nord del Vallo di Antonino con una presunta provincia separata di Vespasiana. Nel corso della metà del XIX secolo, comunque, fu dimostrato che la sua opera era un falso storico. Peraltro la mancata rioccupazione dei forti tra i due valli da parte di Teodosio nel corso delle campagne del 369 permette di concludere che sicuramente la recuperata provincia di Valentia non si trovava tra il vallo di Adriano e quello di Antonino. Alcuni storici, come Montesanti e Frere, ritengono che la Valentia vada identificata con la porzione settentrionale della Britannia Secunda e che Luguvalium (l'attuale Carlisle) possa esserne stato il capoluogo. Hind ha invece proposto in passato che la Valentia andrebbe identificata con l'intera diocesi di Britannia, che sarebbe stata ridenominata in onore dell'imperatore Valentiniano in seguito alla sua completa riconquista.
La Notitia Dignitatum (scritta agli inizi del V secolo) cita la provincia come una delle cinque della Britannia romana, dopo la Maxima Caesariensis, sede del vicarius della diocesi di Britannia, e quindi dandole una notevole importanza. Secondo la Notitia Dignitatum la provincia di Valentia era retta da un governatore di rango consolare. La Nomina omnium provinciarum di Polemio Silvio del 449 la cita con il nome di "Valentia" o di "Valentiana", insieme all'improbabile "provincia" delle Orcadi (una verosimile svista di Polemio Silvo).
La Valentia rimase in mano ai Romani solo per una quarantina di anni, poiché nel 410 essi si ritirarono definitivamente dalla Britannia. Comunque, secondo Frere, intorno al 420 i legionari romani vi fecero ritorno in una spedizione militare e popolazioni romanizzate (anche se parzialmente) furono presenti nell'area meridionale della provincia di Valentia fino alla seconda metà del V secolo. 
Il suo possibile capoluogo (Luguvalium) rimase abitato dai Romano-Britanni ininterrottamente fino al VII secolo.